# Sternwarte Ondřejov

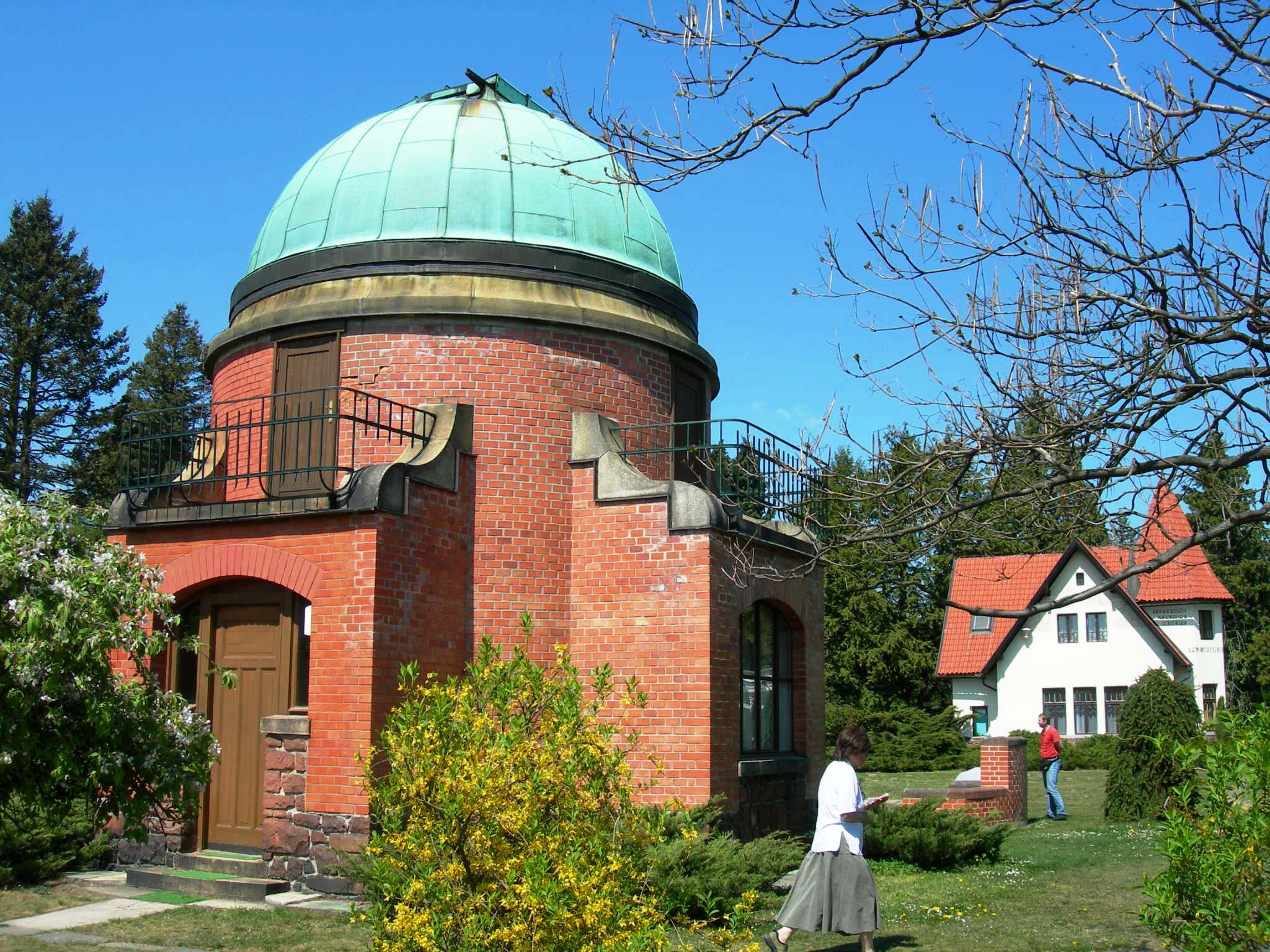
Historisches Gebäude der Sternwarte, entworfen von Josef Fanta

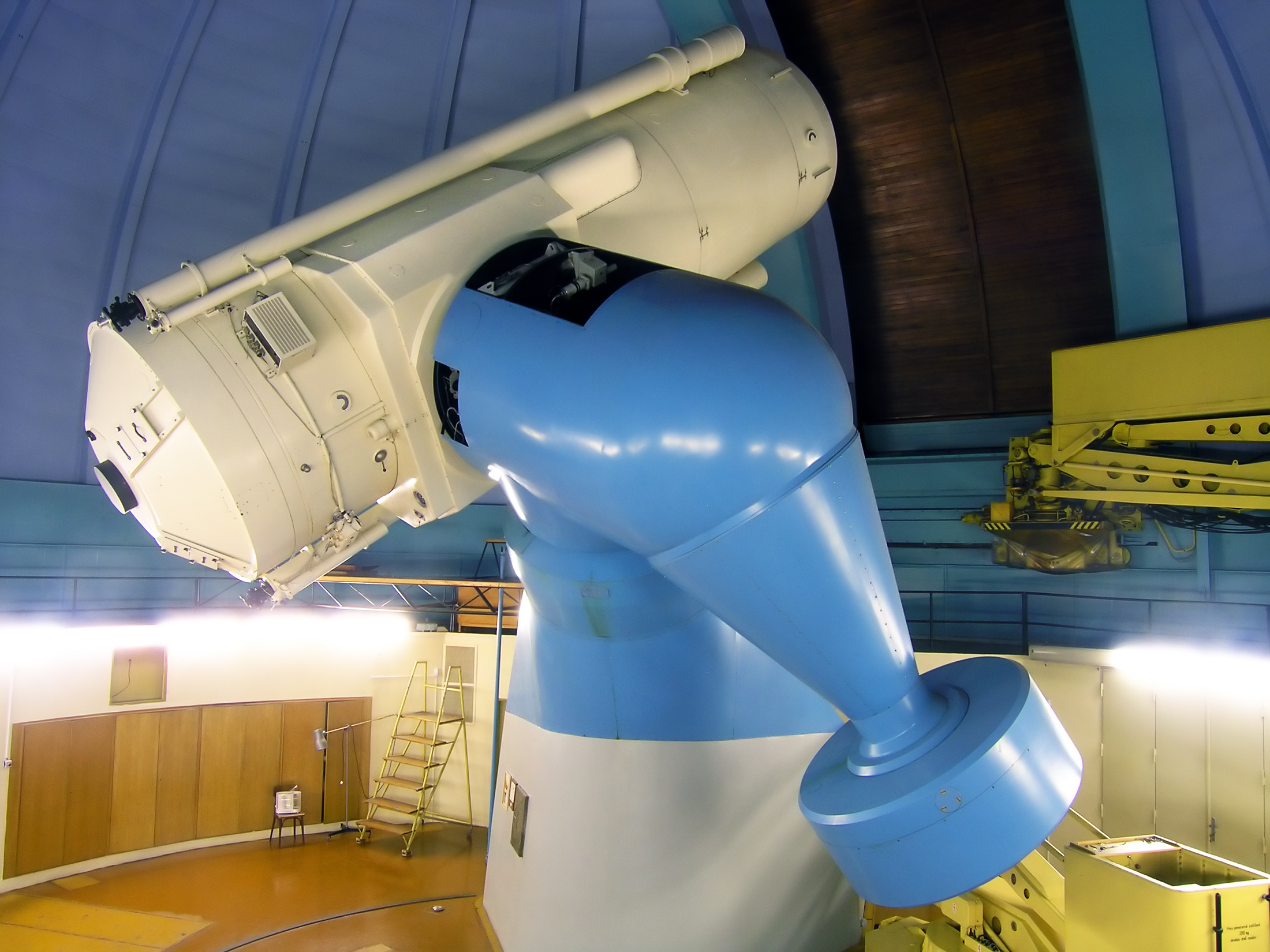
2-m-PCC-Teleskop der Sternwarte Ondřejov auf einer Stützmontierung nach Jensch

Die 1906 eröffnete Sternwarte Ondřejov  (tschechisch Hvězdárna Ondřejov) gehört zum Astronomischen Institut der Akademie der Wissenschaften der Tschechischen Republik. Das Institut wurde um 1750 von Wissenschaftern des Jesuitenordens für die Prager Universität gegründet. Die Sternwarte liegt etwa 35 km südöstlich von Prag.

## Geschichte
1898 kaufte der Industrielle Jan Josef Frič, der auch Amateurastronom war, ein Grundstück auf dem Berg Manda in Ondřejov, auf dem er mit dem Bau einer Sternwarte begann. Es dauerte acht Jahre, bis das Grundstück entsprechend planiert, die notwendigen Gebäude erstellt und alle Instrumente installiert waren. Die Baupläne lieferte der Architekt Josef Fanta. In der Nacht vom 31. Juli auf den 1. August 1906 führte Frič dann die ersten wissenschaftlichen Beobachtungen an der neuen Sternwarte durch. Die damaligen Beobachtungen wurden an einem kippbaren Dach mit einem neu konstruierten Zirkumzenital durchgeführt. 1928 schenkte er die Warte der Karls-Universität in Prag.
Verwaltet wurde sie jedoch von der staatlichen Sternwarte, und als 1953/54 die tschechische Akademie der Wissenschaften ihr astronomisches Institut gründete, wurden per 1. Januar 1954 beide Sternwarten zusammengeführt. Erster Direktor wurde Bohumil Šternberk, der vor dem Krieg an der Sternwarte Berlin gearbeitet hatte.
Die Sternwarte Ondřejov wurde unter ihm mehrfach erweitert. Seit 1967 ist ihr Hauptinstrument ein riesiges Cassegrain-Teleskop mit 2 Meter Öffnung. Es wurde vom damaligen VEB Carl Zeiss Jena entwickelt und gebaut. Wegen der dreifachen Beobachtungsmöglichkeiten im Primär-, Cassegrain- und Coudé-Fokus wurde es als 2-m-PCC-Teleskop bezeichnet. Anfang der 1980er Jahre wurde ein Gebäude des kosmischen Laboratoriums in Betrieb genommen.
Heute beherbergt die Sternwarte mehrere Abteilungen, darunter für Sonnen- und Sternforschung, interplanetare Materie, Galaxien und Planetensysteme, Dynamik der Satellitenbewegungen, sowie ein Zentrum für Astrophysik.

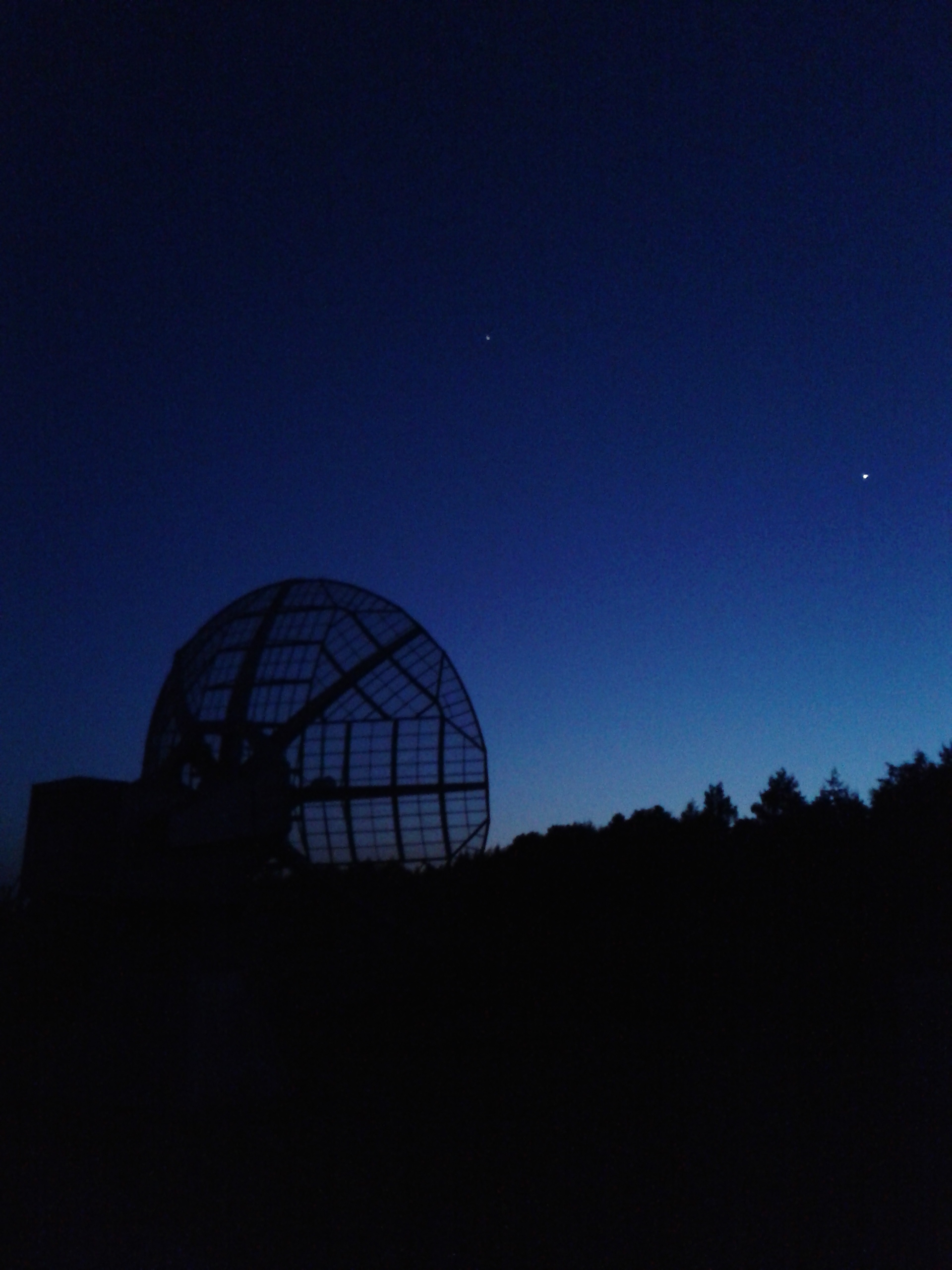
10-m-Radioteleskop mit Venus und Jupiter am Himmel.
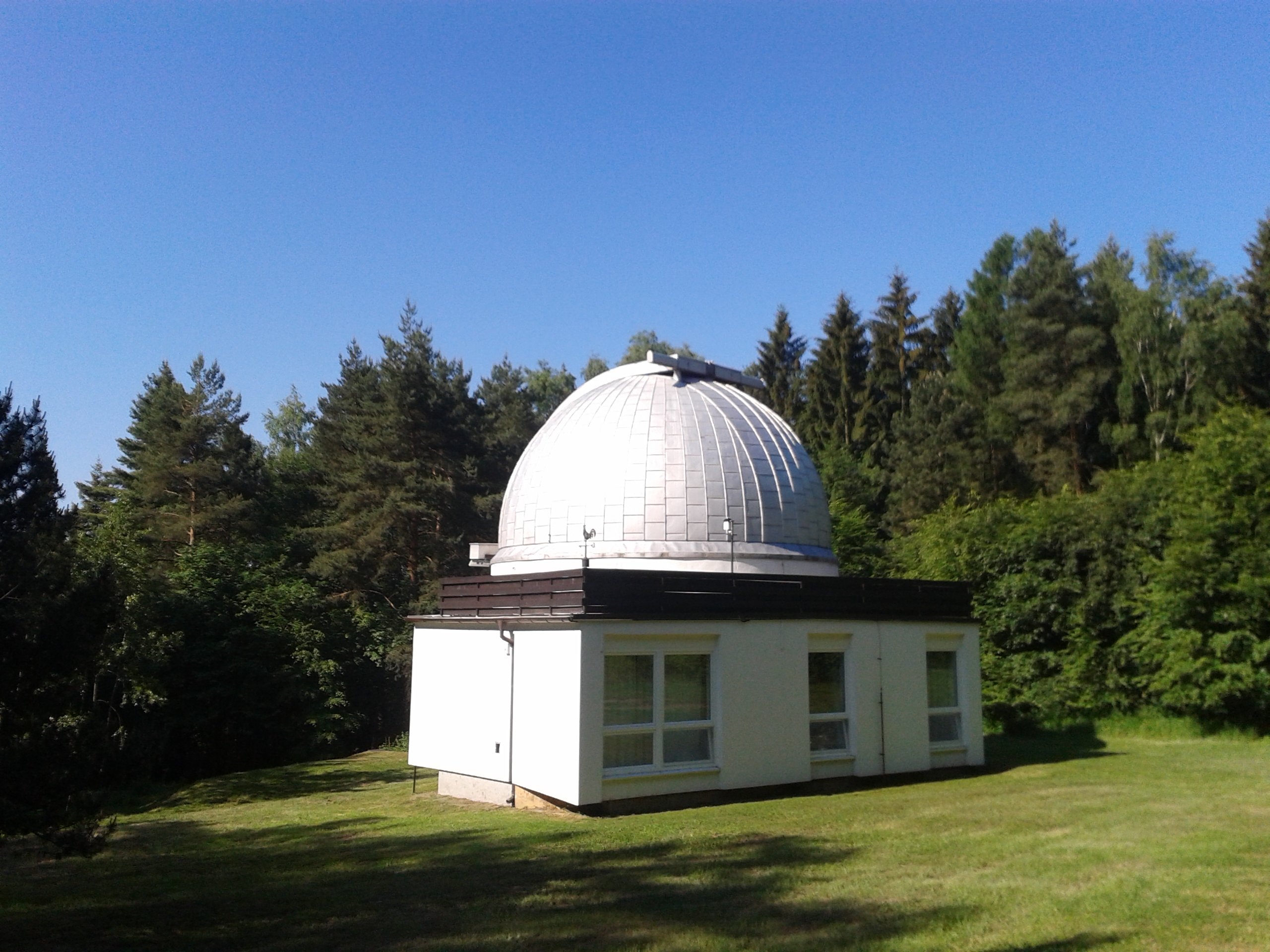
Die Kuppel des 65-cm-Teleskops.
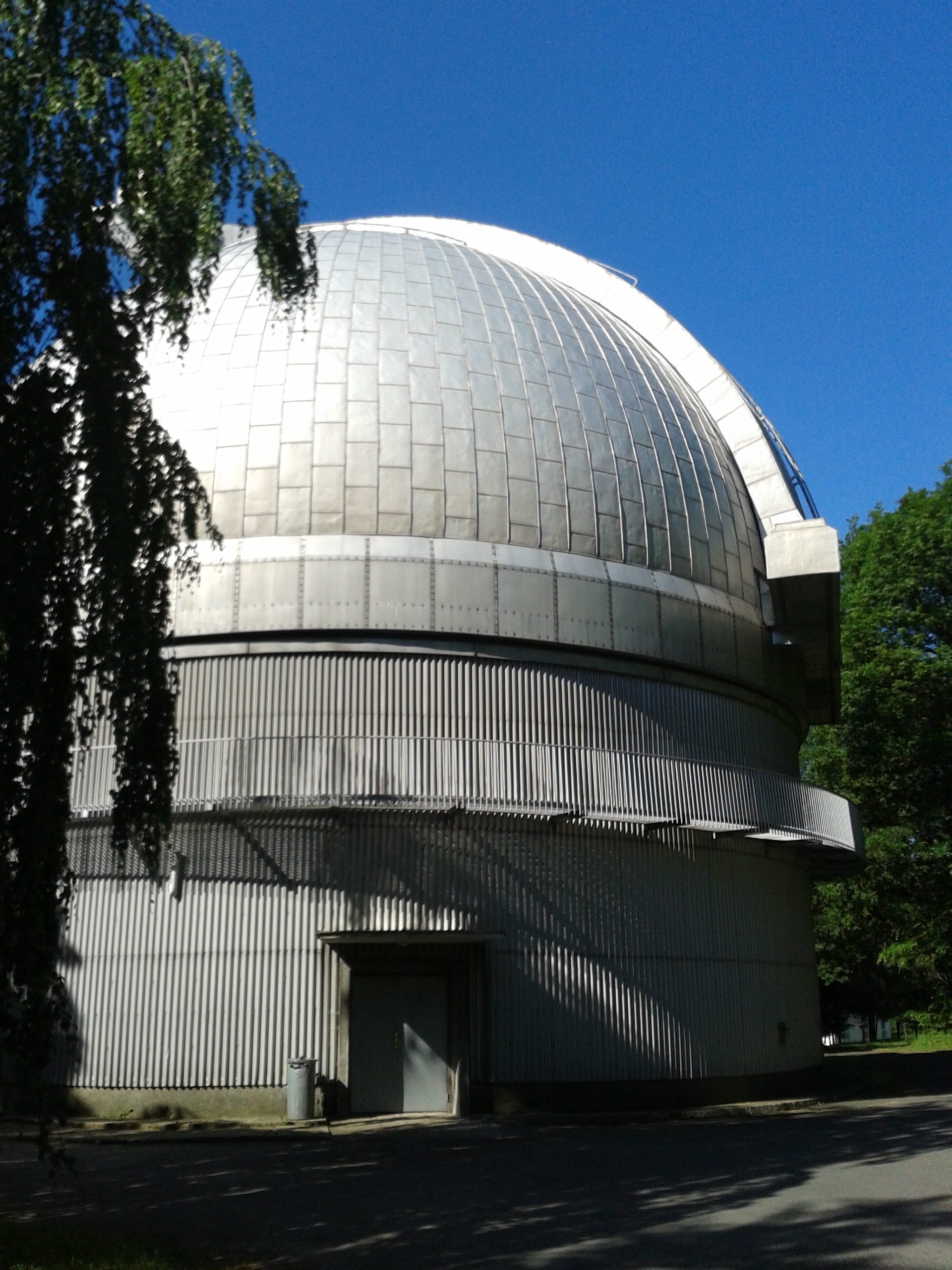
Die Kuppel des 2-m-Teleskops.